# Cardiophorus ebeninus
Cardiophorus ebeninus är en skalbaggsart som först beskrevs av Ernst Friedrich Germar 1824.  Cardiophorus ebeninus ingår i släktet Cardiophorus, och familjen knäppare. Enligt den svenska rödlistan är arten nära hotad i Sverige. Arten förekommer i Götaland och Svealand. Artens livsmiljö är jordbrukslandskap, stadsmiljö.